# 罗弄哈鲁士
罗弄哈鲁士是新加坡巴西立地区的一个地段，围绕着同名道路展开。该道路通往巴西立农道（英語：Pasir Ris Farmway）一带的工业建筑和农场。它起点位于淡滨尼高速公路（TPE），终点为一个码头。罗弄哈鲁士还有一条通往罗弄哈鲁士湿地的道路。该湿地负责净化流经其中的水源，前身是一处垃圾填埋场。
罗弄哈鲁士最近的地铁站是巴西立地铁站，而最近的轻轨站是里維拉地鐵/輕軌站。

## 历史
“罗弄哈鲁士”在马来语中意为“细小的小路”。在1970年代，罗弄哈鲁士主要是一个农业区，有多个马来族乡村，例如双溪布拉卡村（Kampong Sungei Blukar）和地万村（Kampong Teban），还有鱼塘以及椰子和橡胶种植园。 该地区的大部分土地曾被用作粪便收集（夜壶业）场地和垃圾堆填区。粪便收集站于1980年代关闭，这也标志着新加坡本地夜壶业的结束，而垃圾堆填区则于1999年3月31日正式关闭，自此之后，新加坡的所有垃圾都会先焚化处理，然后运往南部沿海外海的实马高岛填埋场处理。 如今，这片区域大部分已恢复为原始的自然状态，并作为一处滨海湿地对公众开放。